# Mandi Dabwali
Mandi Dabwali là một thành phố và là nơi đặt ủy ban đô thị (municipal committee) của quận Sirsa thuộc bang Haryana, Ấn Độ.

## Nhân khẩu
Theo điều tra dân số năm 2001 của Ấn Độ, Mandi Dabwali có dân số 53.812 người. Phái nam chiếm 53% tổng số dân và phái nữ chiếm 47%. Mandi Dabwali có tỷ lệ 65% biết đọc biết viết, cao hơn tỷ lệ trung bình toàn quốc là 59,5%: tỷ lệ cho phái nam là 70%, và tỷ lệ cho phái nữ là 59%. Tại Mandi Dabwali, 13% dân số nhỏ hơn 6 tuổi.